# Simon Mani
Simon Samendra Mani MSC (ur. 27 marca 1969 w Labasie) – duchowny rzymskokatolicki z Fidżi, biskup diecezjalny Tarawy i Nauru od 2024.  

## Życiorys
Święcenia kapłańskie przyjął 30 listopada 1996 w zgromadzeniu Misjonarzy Najświętszego Serca Jezusowego. Był m.in. nauczycielem i dyrektorem instytutu dla skrzywdzonej młodzieży Chevalier Training Center, ekonomem i przełożonym prowincjalnym, a także rektorem regionalnego seminarium w Suvie.
2 maja 2024 papież Franciszek mianował go biskupem Tarawy i Nauru. Sakry biskupiej udzielił mu 27 lipca 2024 biskup Tonga, kardynał Soane Patita Paini Mafi.